# كولوميير
كولوميير
تنطق بالفرنسية: [kɔlɔmje]

؛ (بالأكستانية: Colomèrs)‏ ؛ لهجة لانغدوسين: Colomièrs ) هي بلدية في مقاطعة Haute-Garonne في منطقة Occitania في جنوب غرب فرنسا . يبلغ عدد سكانها 39،968 نسمة اعتبارًا من عام 2019 ، وهي أكبر ضاحية في مدينة تولوز ، والتي تقع على الجانب الغربي. Colomiers هو جزء من تولوز ميتروبول .

## التركيبة السكانية
يُعرف سكان البلدية باسم Columérins (المذكر) أو Columérines (المؤنث).

## ينقل
في عام 1971 أصبحت أول منطقة في فرنسا تقدم مواصلات عامة بدون أجرة ، ولكن اضطرت إلى إلغاء هذا المشروع في عام 2016.

## تعليم
توجد تسع مدارس تمهيدية عامة ( الأمهات ) وست مدارس ابتدائية عامة. توجد أربع مدارس ثانوية عامة ( كليات ): ليون بلوم وفيكتور هوغو وجان جوريس وفولتير. هناك مدرستان ثانويتان حكوميتان ، Lycée International Victor Hugo و Lycée des Métiers de l'électrotechnique ، de la Maintenance et Chaudronnerie Eugène-Montel .
توجد مدرسة دولية في كولوميير ( مدرسة تولوز الدولية أو IST) التي تديرها شركة إيرباص وتستعد للبكالوريا الدولية ، وداخل المدرسة الدولية ، مدرسة تولوز الألمانية ( Deutsche Schule Toulouse ، DST). توفر اللغة الإنجليزية 31 ، بدعم من شركة إيرباص ، دروسًا في اللغة الإنجليزية.
هناك أيضًا روضة خاصة ومدرسة ابتدائية ومتوسطة ومؤسسة « سانت تيريز ».

## رياضة
US Colomiers هو نادي اتحاد الرجبي الفرنسي ومقره في Colomiers.

## أنظر أيضا
- كوميونات مقاطعة هوت غارون

## روابط خارجية
- الموقع الرسمي باللغة الفرنسية

قالب:Haute-Garonne communes